# نازنیک سارگسیان
نازِنیک گاگیکی سارگسیان (ارمنی: Նազենիկ Գագիկի Սարգսյան؛ انگلیسی: Nazenik Sargsyan؛ زادهٔ ۱۴ ژوئن ۱۹۵۴) موسیقی‌شناس اهل ارمنستان است.

## زندگی‌نامه
وی در ۱۴ ژوئن ۱۹۵۴ در ایروان از والدینی به نام‌های گاگیک سارگسیان و کارینه خوداباشیان به دنیا آمد و از کالج دولتی هنر رقص ایروان، کالج دولتی موسیقی رومانوس ملیکیان، کنسرواتوار دولتی کومیتاس ایروان، انستیتو هنری و دانشگاه دولتی ایروان فارغ‌التحصیل گشت. وی در انستیتو هنری فعالیت کرده است.

## یادداشت
1. ↑  արվեստագիտության դոկտոր